# Joseph Eduard Müller
Joseph Eduard Müller (* 17. April 1839 in Strullendorf; † 7. Mai 1898 in Bamberg) war Mühlwerkbesitzer und Mitglied des Deutschen Reichstags.

## Leben
Müller war Mühlwerkbesitzer bis 1879. Von 1869 an war er bei der Stadtverwaltung und Armenpflege in Bamberg als bürgerlicher Magistratsrat tätig. Weiter war er im Vorstand mehrerer katholischer Vereine.
Zwischen 1887 und 1892 war er Mitglied der Bayerischen Kammer der Abgeordneten und von 1884 bis 1887 des Deutschen Reichstages für die Deutsche Zentrumspartei und den Wahlkreis Oberfranken 5 (Bamberg, Höchstadt).